# 硫酸铋
硫酸铋是一种无机化合物，化学式为Bi2(SO4)3。

## 制备
硫酸铋可由金属铋、氧化铋或氢氧化铋与浓硫酸反应得到。

## 性质
硫酸铋遇水产生碱式盐沉淀。